# Christophe Sirodeau
Christophe Sirodeau, né à Paris le 6 août 1970, est un compositeur et pianiste français.

## Biographie
Après avoir été lauréat de concours internationaux en Autriche, ses œuvres ont été jouées ou enregistrées par Rita Ahonen (mezzo-soprano), Eiichi Chijiiwa (violon), le Jyväskylä Sinfonia, l'Orchestre national de Montpellier, le Novalis String Quartet, Jonathan Powell (piano), Nikolaos Samaltanos (piano), Hannele Segerstam (violon), Leif Segerstam (direction), Pia Segerstam (violoncelle), le Souliko String Quartet, Adriaan de Wit (piano).
Bien qu'il ait étudié la composition principalement en autodidacte, il a pu bénéficier des conseils du musicologue Vladimir Tchinaev, et de la compositrice Victoria Borisova-Ollas, suivant aussi le cours d'analyse d'Alain Poirier, et ceux d'improvisation, au C.N.S.M. de Paris (1993-95). Il compose depuis l'âge de onze ans.
Comme pianiste, il est principalement le disciple d'Ievgueni Malinine (de 1982 à 1992, avec les trois dernières années au conservatoire Tchaikovsky de Moscou grâce à une bourse d'État), et a été encouragé au cours de ses études par les pianistes-compositeurs Milosz Magin, Tatiana Nikolaïeva et György Cziffra, ainsi que par le violoniste Vladimir Gutnikov ou l'acteur Innokenti Smoktunovsky. Parmi ses autres professeurs on trouve Alberto Neuman et Thérèse Dussaut.
Il fait ses débuts dès 1982. Doté d'un répertoire très varié, particulièrement intéressé par les musiques rarement jouées (Ullmann, Roslavets, Skalkottas, Suk, Kapralova par exemple), il entreprend depuis les années 1990 la réhabilitation approfondie de l'œuvre de Samuil Feinberg, redonnant par exemple son 1er Concerto pour piano oublié depuis les années 1930, ou de nombreux lieder et pièces pour piano inédits recevant leur première mondiale remarquée au concert et au disque.

## Discographie
- Dvorak - Legends - From the Bohemian Forest (Piano works for 4 hands, with Anna Zassimova) / Melism 2021
- Brahms 14 Intermezzi / Melism 2020
- Feinberg - Winterberg "The lost Works" / Melism 2019
- Ullmann Complete works for piano / BIS 2014
- Scriabin, Roslavets, Lourié and Feinberg (Arkadia, 1994) Skalkottas - “Retour d'Ulysses” for 2 pianos (with N. Samaltanos), Agorà Musica, 1995 Chamber music of Leif Segerstam (BIS, 1996) Skalkottas - “Chamber Concerto” (BIS, 2003) Samuil Feinberg - complete Piano Sonatas (with N. Samaltanos), BIS, 2003 - 04
- “Obscur chemin des étoiles” - Orchestral, chamber and solo works of Christophe Sirodeau (Altarus Records, 2007) Samuil Feinberg - 1st Piano Concerto (Helsinki Philharmonic Orchestra / Leif Segerstam) and solo piano pièces (Altarus Records, 2008) Victoria Borisova-Ollas - "Im Klosterhofe" for cello, piano and tape (with Pia Segerstam) CD Phono Suecia, 2008 Samuil Feinberg - Songs (with Riitta-Maija Ahonen and Sami Luttinen), Altarus Records, 2009

## Œuvres principales
- Musique orchestrale :
  - 7 Symphonies (dont la quatrième avec clarinette ou alto solo, la cinquième avec violoncelle solo, les troisième et sixième avec soprano solo) et une autre pièce pour piano et orchestre
- Musique de chambre :
  - 1 Septuor
  - 1 Quintette
  - 3 Quatuors à cordes
  - 1 Trio à cordes et 4 Trios avec piano
- Duos divers pour violoncelle et piano ou violon et piano
- Pièces diverses de musique de chambre sans piano
- 3 Suites pour piano solo et diverses pièces pour piano solo
- Pièces pour violoncelle solo, violon solo et alto solo
- Musique vocale :
  - 3 cycles de mélodies avec piano
  - 1 cycle avec accompagnement de violoncelle et 1 mélodie avec piano et violoncelle
- 1 pièce de musique électro-acoustique

## Pour approfondir